# Élections constituantes de 1945 dans la côte française des Somalis
Les élections législatives françaises de 1945 se déroulent le 21 octobre.

## Mode de scrutin
Les députés métropolitains sont élus selon le système de représentation proportionnelle suivant la règle de la plus forte moyenne dans le département, sans panachage ni vote préférentiel. Il y a 586 sièges à pourvoir.
Pour la première fois, la Côte française des Somalis, a un député à élire au scrutin uninominal majoritaire à deux tours. Le collège est mixte, il contient les citoyens et les non-citoyens.
Un second tour est prévu le 4 novembre si aucun candidat ne dépasse les 50%.

## Élus
Le député élu est : 
| Identité             | Parti |
| -------------------- | ----- |
| René Bernard-Cothier | UDSR  |

## Résultats
| Parti    | Parti         | Tête de liste         | 1er Tour | 1er Tour | 2ème Tour | 2ème Tour |
| Parti    | Parti         | Tête de liste         | Voix     | %        | Voix      | %         |
| -------- | ------------- | --------------------- | -------- | -------- | --------- | --------- |
|          | App. PCF      | Jean Martine          | 182      | 27.74    | 198       | 30.00     |
|          | UDSR          | René Bernard-Cothier  | 167      | 25.46    | 210       | 31.82     |
|          |               | Mahmoud Haid          | 144      | 21.95    | 136       | 20.61     |
|          | Fonctionnaire | Abdourahmane Banabila | 114      | 17.38    | 109       | 16.52     |
|          |               | René Renon            | 32       | 4.88     | 7         | 1.06      |
|          |               | Félix Zouain          | 17       | 2.59     | 0         | 0.00      |
|          |               |                       |          |          |           |           |
| Inscrits | Inscrits      | Inscrits              | 862      | 100,00   | 862       | 100,00    |
| Votants  | Votants       | Votants               | 678      | 78.65    | 667       | 77.38     |
| Exprimés | Exprimés      | Exprimés              | 656      | 96.76    | 660       | 98.95     |